# Roland Penrose

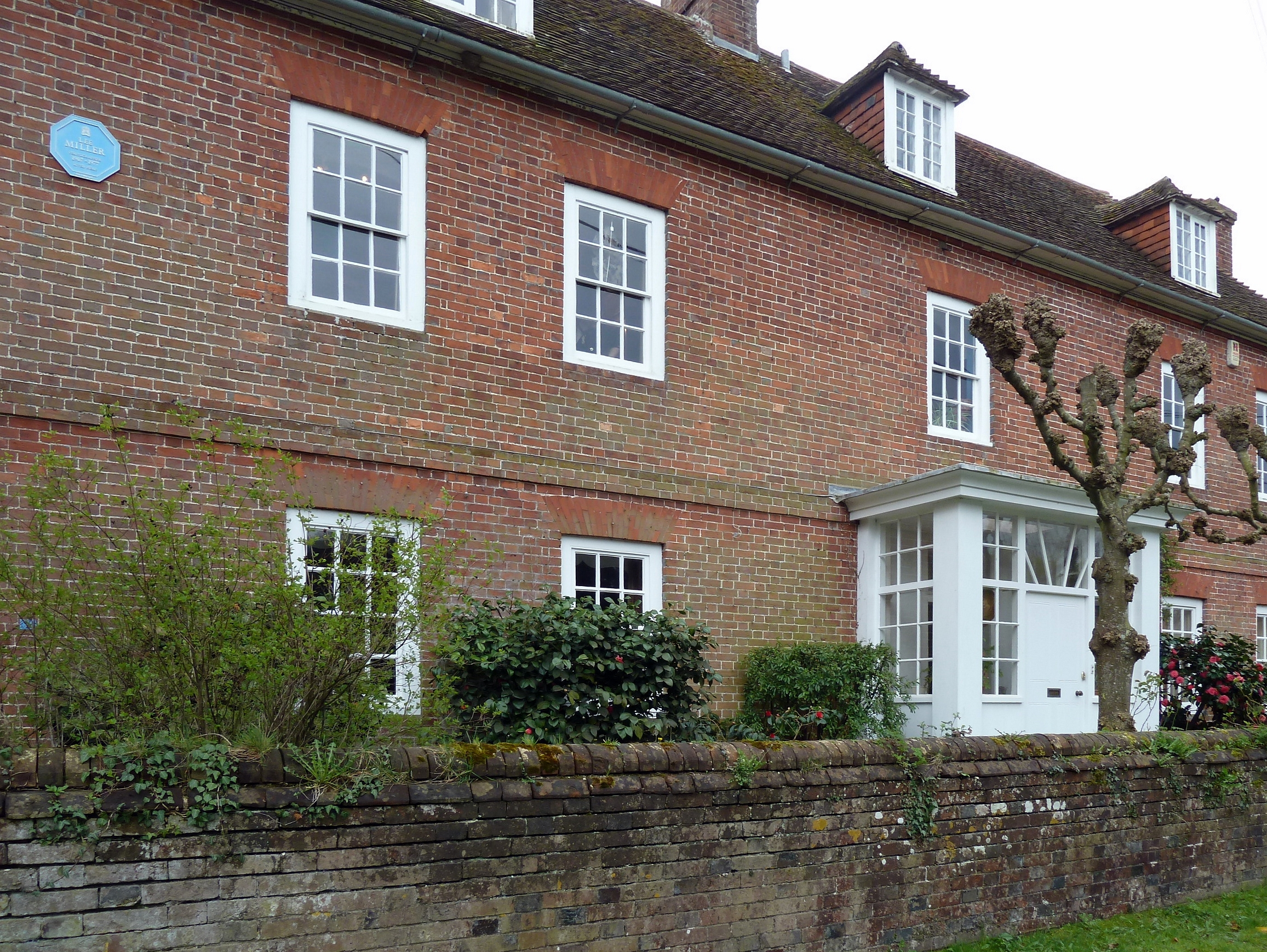
Farley Farm House

Roland Algernon Penrose, född 14 oktober 1900 i London i Storbritannien, död 23 april 1984 i Chiddingly i East Sussex i Storbritannien, var en brittisk konstnär, historiker och poet. Han var en betydelsefull främjare och samlare av modern konst med nära band till surrealisterna i Storbritannien.
Roland Penrose var den tredje av fyra söner till kväkaren och porträttmålaren James Doyle Penrose (1862–1932) och Elizabeth Josephine Peckover. I augusti 1918, som samvetsvägrare, anslöt han sig till "Friends' Ambulance Unit" och tjänstgjorde för Brittiska Röda Korset i Italien. Efter att ha studerat arkitektur vid Queens' College, Cambridge, bytte han om till målning och flyttade till Frankrike, där han bodde från 1922. Under denna period blev han vän med konstnärerna Pablo Picasso, Wolfgang Paalen och Max Ernst.
Penrose återvände till London 1936 och var medarrangör för "London International Surrealist Exhibition", vilken ledde till grundandet av den brittiska surrealiströrelsen. Han öppnade tillsammans med den belgiska surrealisten E.L.T. Mesens London Gallery på Cork Street, där han introducerade surrealistiska målare och också skulptörerna Henry Moore, Barbara Hepworth och Naum Gabo.
Han målade under åren några få mindre verk, som Le Grand Jour 1938.
År 1938 organiserade Roland Penrose en vandringsutställning med Picassos Guernica, vilken samlade in medel för den republikanska sidan i Spanska inbördeskriget. Samma år hade han en kärleksaffär med Peggy Guggenheim, son han mött på hennes konstgalleri Guggenheim Jeune, där hon försökte sälja den franske surrealistiske konstnären Yves Tanguy till honom. Penrose berättade då för henne att han var förälskad i en amerikanska i Egypten, och i sin självbiografi skrev Guggenheim att hon uppmanade honom att resa till Egypten och hämta hem sin förälskelse. Omkring 1939 påbörjade han en relation med den denna amerikanska, den då gifta fotografen Lee Miller, som han 1947 gifte sig med.
Roland Penrose var som kväkare pacifist, men anslöt sig efter andra världskrigets utbrott till civilförsvaret och undervisade i kamoflageteknik på hemvärnets skola Osterley Park. Detta ledde till utnämning till kapten i Royal Engineers. År 1941 skrev Penrose handboken Home Guard Manual of Camouflage.

## Efter andra världskriget
Efter kriget var Penrose 1947 medgrundare av Institute of Contemporary Arts (ICA) i London. Han organiserade de första två utställningarna på ICA: 40 Years of Modern Art, som innefattade centrala kubistiska verk, och 40,000 Years of Modern Art, med bland annat afrikansk spulptur.
Roland Penrose and Lee Miller köpte 1949 Farley Farm House i Sussex, där Penrose visade sin omfattande samling av modern konst, särskilt surrealistisk konst och verk av Picasso. Penrose formgav själv landskapet runt huset som en skulpturpark för modern skulptur. Farley Farm House är idag ett museum.

## Privatliv
Roland Penrose var i sitt första äktenskap 1925–1937 gift med poeten Valentine Boué (1898–1978) och i det andra från 1947 med fotografen Lee Miller. Han och Lee Miller hade sonen, fotografen  Antony Penrose (född 1947).